# Cheer Chen
Cheer Chen Chi Chen (cinese tradizionale: 陳綺貞; cinese semplificato: 陈绮贞; pinyin: Chén Qǐzhēn; Wade-Giles: Ch'en2 Ch'i3 Chen1; giapponese: チェン・チーチェン; Taipei, 6 giugno 1975) è una cantante, compositrice e chitarrista taiwanese.

## Caratteristiche delle sue opere
Demo 1, la sua prima registrazione, è stata pubblicata nel 1997 e da allora la cantante ha pubblicato quattro album.
I suoi primi lavori sono orientati verso la musica folk, spesso accompagnata dalla chitarra acustica, ma la maggior parte delle sue canzoni recenti sono basate sul rock. Le sue canzoni sono generalmente dirette e melodiche, e la sua voce suona pura e giovanile. Appare sempre sul palco con la sua chitarra acustica Gibson Hummingbird.
Chen canta generalmente in cinese. Compone la musica e i testi della maggior parte delle sue canzoni, ed ha prodotto diverse registrazioni indipendenti.
Nel 2009 Chen ha pubblicato l'album Immortal. Sin dalla fine del 2008, la cantante ha tenuto un tour di concerti il cui tema era il nuovo album Immortal. Esso consiste di 11 tracce, ognuna delle quali descrive in modo dettagliato i pensieri ed i sentimenti di Cheer verso ciò che la circonda.

## L'artista
Cheer è rinomata per essere una musicista che evita le luci della ribalta, e preferisce essere riconosciuta per i suoi lavori musicali piuttosto che per i pettegolezzi. Un'altra delle sue caratteristiche è la costante attenzione che i suoi concerti dal vivo rispettino le aspettative dei suoi fan. In diverse occasioni ha preparato dei pass di entrata ai suoi concerti fatti a mano.
Cheer ha frequentemente collaborato con il rinomato produttore Tiger Chung, che è anche il suo fidanzato. Egli è, inoltre, il suo chitarrista. È apparso in diversi video musicali di Chen, quali Sentimental kills e Immortal. La relazione tra i due è sostanzialmente privata, e non dà adito a pettegolezzi e gossip attraverso i media.
Cheer è apparsa diverse volte sul palco insieme alla leggendaria band taiwanese Mayday. Ha cantato un duetto con Ashin (陳信宏), il frontman della band, nella canzone d'amore allegra Eloping To The Moon 《私奔到月球》.

## Premi
Nel 2006, Chen ha vinto i premi come "Miglior Produttrice di Album Musicali " e "Miglio Video Musicale" ai diciassettesimi Golden Melody Awards. Nello stesso anno, è anche stata nominata come "Miglior Cantante Donna" e "Miglior Album dell'Anno".

## Discografia

### Album
1. Let Me Think 讓我想一想 (luglio 1998)
2. Lonely Without You 還是會寂寞 (aprile 2000)
3. Groupies 吉他手 (agosto 2002)
4. Peripeteia 華麗的冒險 (ottobre 2005)
5. Cheer Chen's POSES Live DVD + 2 CD 花的姿態演唱會經典實錄 (maggio 2007)
6. Cheer Looks DVD
7. Immortal 太陽 (gennaio 2009)

### Demo
1. Demo 3 (novembre 2001)

### EP
1. Demo No.1 (settembre 1997)
2. Track 1 / Sentimental Kills (novembre 2003)
3. Track 2 / Meaning of Travel 旅行的意義 (marzo 2004)
4. Track 3 / After 17 (dicembre 2004)
5. Track 4 / Pussy (febbraio 2007)

### Raccolte
1. Cheer (marzo 2005)